# 中野高志
中野 高志（なかの たかし、1983年1月27日 - ）は、日本の俳優、スタントマン。兵庫県出身。ジャパンアクションエンタープライズ所属。ブロードウェイミュージカル ピーター・パン（2008年 - 2015年、東京国際フォーラムホールC/梅田芸術劇場ほか）で、インディアン役を演じてからは、アクションに留まらず歌やダンスにも力を入れているという。将来的には、歌とダンスを絡めたアクションコーディネーターにも挑戦していきたいと語っている。

## 出演

### 舞台
- 滝沢演舞城
  - 滝沢演舞城 '08 命（2008年、新橋演舞場） - アンサンブル
  - 滝沢演舞城 '09 タッキー&Lucky LOVE（2009年、新橋演舞場） - アンサンブル
  - 滝沢演舞城 2013（2013年、新橋演舞場） - アンサンブル
- ピーター・パン (ミュージカル)#日本での公演|ブロードウェイミュージカル ピーター・パン（2008年 - 2015年、東京国際フォーラムホールC/梅田芸術劇場ほか） - インディアン 役
- 新春滝沢革命（2009年 - 2012年、帝国劇場） - アンサンブル
- DREAM BOYS（2009年・2011年・2012年、帝国劇場/梅田芸術劇場） - アンサンブル
- 滝沢歌舞伎
  - 滝沢歌舞伎 -TAKIZAWA KABUKI-（2010年、日生劇場） - アンサンブル
  - 滝沢歌舞伎 2011（2011年、日生劇場） - アンサンブル
  - 滝沢歌舞伎 2012（2012年、日生劇場） - アンサンブル
  - 滝沢歌舞伎 10th Anniversary（2015年、新橋演舞場） - アンサンブル
  - 滝沢歌舞伎 10th Anniversary シンガポール公演（2015年、マリーナベイサンズ グランドシアター） - アンサンブル[2]
  - 滝沢歌舞伎 2016（2016年、新橋演舞場） - アンサンブル[2]
  - 滝沢歌舞伎 2018（2018年、新橋演舞場 他） - アンサンブル[2]
- 薄桜鬼-新選組炎舞録-（2010年、銀河劇場） - アンサンブル
- 里見八犬伝（2012年、新国立劇場ほか） - 痴平 役
- 真田十勇士（2014年、青山劇場/梅田芸術） - アンサンブル[2]
- 双牙～ソウガ～（2014年、シアター1010） - アンサンブル
- 炎の蜃気楼 昭和編 夜啼鳥ブルース（2014年、シアターサンモール） - アンサンブル
- 里見八犬伝（2014年、新国立劇場ほか） - 痴平 役
- 炎の蜃気楼 昭和編 瑠璃燕ブルース（2015年、シアター1010） - アンサンブル
- 劇団四季「アラジン」（2015年、電通「海」劇場） - アンサンブル[2]
- ブロードウェイミュージカル　ピーター・パン（2016年、東京国際フォーラムホールC/梅田芸術劇場ほか） - インディアン / 海賊 役[2]
- 真田十勇士（2016年、新国立劇場/梅田芸術） - アンサンブル[2]
- 新作歌舞伎「NARUTO -ナルト-」（2018年・2019年、新橋演舞場 他） - アンサンブル[2]
- Endless SHOCK 2019（2019年、帝国劇場 他） - アンサンブル[2]
- イケメン源氏伝 あやかし恋えにし～義経ノ章（2020年、三越劇場） - アンサンブル[2]
- ミュージカル 三銃士（2024年、日生劇場 他）[3]

### テレビドラマ
- 仮面ライダーシリーズ（テレビ朝日）
  - 仮面ライダー電王 （2007年 - 2008年）
  - 仮面ライダーキバ（2008年 - 2009年）
  - 仮面ライダーディケイド（2009年）
  - 仮面ライダーオーズ/OOO（2010年 - 2011年）
  - 仮面ライダーフォーゼ（2011年 - 2012年）
  - 仮面ライダーギーツ（2022年）
- スーパー戦隊シリーズ（テレビ朝日）
  - 獣拳戦隊ゲキレンジャー（2007年 - 2008年）
  - 炎神戦隊ゴーオンジャー（2008年 - 2009年）
  - 侍戦隊シンケンジャー（2009年 - 2010年）
  - 天装戦隊ゴセイジャー（2010年 - 2011年）
  - 海賊戦隊ゴーカイジャー（2011年 - 2012年）
  - 特命戦隊ゴーバスターズ（2012年 - 2013年）
  - 獣電戦隊キョウリュウジャー（2013年 - 2014年）
  - 烈車戦隊トッキュウジャー（2014年 - 2015年）
  - 手裏剣戦隊ニンニンジャー（2015年 - 2016年）
  - 騎士竜戦隊リュウソウジャー（2019年 - 2020年）
  - 暴太郎戦隊ドンブラザーズ（2022年 - 2023年）
- 土曜ワイド劇場 / 検事・朝日奈耀子6（2008年、テレビ朝日） - 安田トオル 役
- 特命係長 只野仁（テレビ朝日）
  - スペシャル第4弾（2008年2月2日） - チンピラ 役
  - 第38話「小さな訪問者」（2009年2月26日） - チンピラ 役
  - ファイナル（2012年1月） - チンピラ 役
- 月曜ゴールデン 弁護士高見沢響子9（2008年、TBS） - チンピラ 役
- 大河ドラマ（NHK）
  - 天地人 第十九回（2009年5月10日）
  - 八重の桜（2013年）
- SPEC〜警視庁公安部公安第五課 未詳事件特別対策係事件簿〜 第1話（2010年10月8日、TBS） - SIT隊員 役
- SP〜警視庁警護課（2011年、テレビ朝日） - 逃走犯 役
- 新撰組血風録 （2011年、NHK BSプレミアム）
- クロヒョウ2 龍が如く 阿修羅編（2012年、TBS） - 阿修羅メンバー 役[2]
- 金田一少年の事件簿 香港九龍財宝殺人事件（2013年、日本テレビ）
- SPEC〜零〜（2013年、TBS）
- 警部補 矢部謙三2 第3話（2013年7月26日、テレビ朝日） - 敵 役[2]
- 最終特快（2013年、NHK）- 若者 役[2]
- 三匹のおっさん 最終話（2014年3月14日、テレビ東京） - 放火犯 役[2]
- MOZU（2014年、WOWOW） - アクションクルー[2]
- 紅白が生まれた日 （2015年3月21日、NHK）
- ヤメゴク〜ヤクザやめて頂きます〜 第9話（2015年6月11日、TBS） - 構成員 役[2]
- ちゃんぽん食べたか（2015年、NHK） - 若者 役[2]
- 絶対零度〜未然犯罪潜入捜査〜 Season3 最終話（2018年9月10日、フジテレビ） - 警察官僚 役[2]

### 映画
- 仮面ライダーシリーズ（東映）
  - 劇場版 仮面ライダー電王 俺、誕生! （2007年）[4]（ノンクレジット）
  - 劇場版 仮面ライダー電王&キバ クライマックス刑事（2008年）
  - 劇場版 仮面ライダーキバ 魔界城の王（2008年）[5]（ノンクレジット）
  - 劇場版 超・仮面ライダー電王&ディケイド NEOジェネレーションズ 鬼ヶ島の戦艦（2009年）
  - 劇場版 仮面ライダー鎧武 サッカー大決戦!黄金の果実争奪杯!（2014年）
  - 仮面ライダー×仮面ライダー ドライブ&鎧武 MOVIE大戦フルスロットル（2014年）
- 20世紀少年 第1章 終わりの始まり（2008年、東宝）
- ゲゲゲの鬼太郎 千年呪い歌（2008年、松竹）
- 20世紀少年 最終章 ぼくらの旗（2009年、東宝） - 女王一派 役
- TAJOMARU（2009年、ワーナー・ブラザーズ） - 信綱家臣 役
- 半次郎（2010年、ピーズインターナショナル） - 官軍 役[2]
- 劇場版TRICK 霊能力者バトルロイヤル（2010年、東宝） - 村人 役
- 漫才ギャング（2011年、角川映画） - スカルキッズ 役[2]
- さや侍（2011年、松竹） - 捕り方 役[2]
- 探偵はBARにいる（2011年、東映） - 塾生 役[2]
- WILD SEVEN 7（2011年、東宝） - SIT[2] / 刑事[2] 役
- ブルーバレンタイン3D〜リベンジガール〜（2011年） - スタント
- 仮面ライダー×スーパー戦隊 スーパーヒーロー大戦（2012年、東映）
- BRAVE HEARTS 海猿 （2012年、東宝） - 乗客 役[2]
- エイトレンジャー（2012年、東宝） - テロリスト 役
- 劇場版 SPEC〜結〜（2013年、東宝）
- サンブンノイチ（2014年、KADOKAWA） - チンピラ 役
- 悼む人（2015年、東映） - アクションクルー
- スーパーヒーロー大戦GP 仮面ライダー3号（2015年、東映）
- 騎士竜戦隊リュウソウジャー THE MOVIE タイムスリップ!恐竜パニック!!（2019年）[6]

### オリジナルビデオ
- 仮面ライダーW RETURNS 仮面ライダーアクセル（2011年、東映） - ギャング 役

### PV
- JASMINE「JEALOUS」PV - 甲冑武将 役
- mihimaru GT「泣き夏」PV

### WEBドラマ
- JAEオリジナル ショートムービー「華麗なる追跡 TARGET-標的-」（2015年） - 男A 役

### イベント
- ドラマティック・ライブステージ IRIS（2010年、さいたまスーパーアリーナ/大阪城ホール） - アクションクルー
- 第4回AKB紅白対抗歌合戦（2014年、TOKYO DOME CITYHALL） - ヤクザ 役

### アクションコーディネート
- 最終特快（2013年、NHK）
- ちゃんぽん食べたか（2015年、NHK）[2]
- ダンロップ ル・マン5 PV（2017年）
- JOHNNYS' King & Prince IsLAND（2018年12月6日 - 2019年1月27日、帝国劇場）[2]